# André Jousseaume
André René Jousseaume (ur. 27 lipca 1894 w Yvré-l’Évêque, zm. 26 maja 1960 w Chantilly) – francuski jeździec sportowy. Wielokrotny medalista olimpijski.
Startował w konkurencji ujeżdżenia. Podczas czterech olimpiad (1932–1952) zdobywał medale, zarówno w konkursach drużynowych jak i indywidualnych.
Był zawodowym oficerem, osiągając ostatecznie stopień pułkownika. Brał udział w I wojnie światowej, walczył w bitwie pod Verdun. Brał też udział w II wojnie światowej, dostając się do niemieckiej niewoli w 1940 roku.

## Starty olimpijskie (medale)
Los Angeles 1932
- konkurs drużynowy (na koniu Sorelta) – złoto

Berlin 1936
- konkurs drużynowy (Favorite) – srebro

Londyn 1948
- konkurs drużynowy (Harpagon) – złoto
- konkurs indywidualny (Harpagon) – srebro

Helsinki 1952
- konkurs indywidualny (Harpagon) – brąz